# Patrick Pérusin
Pas d'image ? Cliquez ici

a Compétitions nationales et continentales officielles uniquement.

Dernière mise à jour le 11 janvier 2022.
Patrick Pérusin, né le 27 mars 1968 à Auch, est un joueur français de rugby à XV qui évolue au poste de talonneur.

## Biographie
Patrick Pérusin commence le rugby à la Renaissance sportive mauvezinoise avec ses frères Michel et Pascal.
Il continue sa carrière au FC Auch de 1988 où il commence en championnat de France de première division groupe B puis toutes les autres saisons jusqu'en 1996 en championnat de France de première division groupe A et enfin en 1997 en championnat de France de première division groupe A2.
Il exerce le métier de boucher.

## Palmarès
En Championnat de France Junior Reichel B
- Champion (1) : 1988 (avec le FC Auch)

En Coupe André Moga
- Finaliste (1) : 1993 (avec le FC Auch)